# Lida Moser
Lida Moser (née le 17 août 1920 à New York, morte le 12 août 2014 à Washington) est une photographe et auteure américaine. 

## Biographie
Née le 17 août 1920 à New York, la carrière de Lida Moser débute en 1947 comme assistante au studio de Berenice Abbott. Elle obtient par la suite son premier contrat avec Vogue en 1949, lui permettant ainsi de voyager à travers le Canada. D'autres magazines publieront son travail tel que Harper's Bazaar, Look et Esquire. Elle est l'auteure de nombreux livres contenant son propre travail mais aussi plusieurs autres sur les différentes techniques photographiques. Ses articles apparaissent dans les colonnes du New York Times, New York Sunday Times, Amphoto Guide to Special Effects, Fun in Photography, Career Photography, Women See Men, Women of Vision et This Was the Photo League, entre autres. 
Sa série d'articles photographiques intitulée Camera View, sera publiée au New York Times entre 1974 et 1981.
Elle a connu une carrière très prolifique sur une période de 60 ans avant de se retirer dans les années 90. Elle est reconnue principalement pour son travail en photo-journalisme et dans la photographie de rue. Mais son portfolio inclus aussi des portraits ainsi que des photos plus commerciales en noir et blanc. Elle fut membre de la Photo League. Encore aujourd'hui, son travail continue d'avoir un impact dans la culture photographique. Dans une rétrospective à la Fraser Gallery à Washington, elle est décrit comme une pionnière du photo-journalisme. On lui accole également l'étiquette de grand-mère du photo-journalisme américain, titre qu'elle refuse.
Elle meurt le 12 août 2014, à cinq jours de ses 94 ans.

## Collections permanentes
- Un portrait de Lida Moser, par le peintre Alice Neel, est dans la collection du Metropolitan Museum of Art à New York[3].
- Corcoran Gallery of Art, Phillips Collection
- Le fonds d'archives de Lida Moser (P728)[4] est conservé au centre BAnQ Québec de Bibliothèque et Archives nationales du Québec.
- Library of Congress, Washington DC
- Minneapolis Institute of Art[5]
- Musée d'art Nelson-Atkins[6]
- Musée national des beaux-arts du Québec[7]
- Bibliothèque et Archives Canada, Ottawa
- Galerie nationale d'Écosse[8]
- National Portrait Gallery, Londres[9]
- National Portrait Gallery, Washington, DC

## Livres
- photographies du livre de James Blish Earthman, Come Home (La Terre est une idée) (1966)
- A Life For the Stars (Cities in Flight, 2) (Avon SF, G1280) (1968)
- Construction of the Exxon Building, New York (1971)
- Fun in Photography : special effects and tricks, Amphoto (1974)  (ISBN 978-0-8174-056-49)
- Amphoto Guide to Special Effects, New York, Amphoto (1980)  (ISBN 978-0-8174-352-40)
- Photography Contests: How to Enter, How to Win, Amphoto (1981)  (ISBN 978-0-8174-244-59)
- Grants in Photography: How to Get Them, Amphoto (1979)  (ISBN 978-0-8174-244-59)
- (avec Roch Carrier) Québec à l'été 1950, Montréal, Libre Expression (édition française) (1982)  (ISBN 978-2-8911-111-02)
- Career Photography : How to Be a Success As a Professional Photographer, Prentice Hall Trade (1983)  (ISBN 978-0-13115-11-30) [10]
- Anne-Marie Bouchard. 1950. Le Québec de la photojournaliste américaine Lida Moser. Québec: Musée national des beaux-arts du Québec, 2015.  (ISBN 978-2-551-25592-4)